# Paridris coorgensis
Paridris coorgensis är en stekelart som beskrevs av Sharma 1978. Paridris coorgensis ingår i släktet Paridris och familjen Scelionidae. Inga underarter finns listade i Catalogue of Life.